# Charles-Henri Besnard
Pour les articles homonymes, voir Besnard.
Charles-Henri Besnard (Paris, 27 janvier 1881 - Paris, 10 juillet 1946) est un architecte français, nommé Architecte en Chef du Gouvernement et architecte en chef des monuments historiques en 1920, chargé des départements du Cher, de la Dordogne, des Landes et de l'arrondissement de Rambouillet.
Durant la première moitié du XXe siècle, la carrière de l'architecte est marquée par une formation rationaliste auprès d'Anatole de Baudot et de Viollet-le-Duc.

## Biographie
Il est élève à l'École des beaux-arts de Paris, puis travaille dans le cabinet de Paul Gout.
Après la Première Guerre mondiale, il collabore avec l'ingénieur Julien-Pierre Bertrand Bessonneau et dépose au Cnam- Conservatoire national des arts et métiers, en 1917, un brevet d'invention relatif à la préfabrication en béton moulé et en ciment mousse, c'est un « procédé de construction rapide d'habitations par l'emploi de matériaux en ciment armé préalablement préparés en série ». En 1919, à l'occasion de la Foire de Paris, il présente, pour la première fois au grand public, une maison en ciment armé. Montée en onze jours sur l'Esplanade des Invalides, cette maison est la première habitation entièrement préfabriquée.
Charles-Henri Besnard est inhumé au cimetière de Montmartre (division 31) le 13 juillet 1946.

## Un procédé au service d'une Église

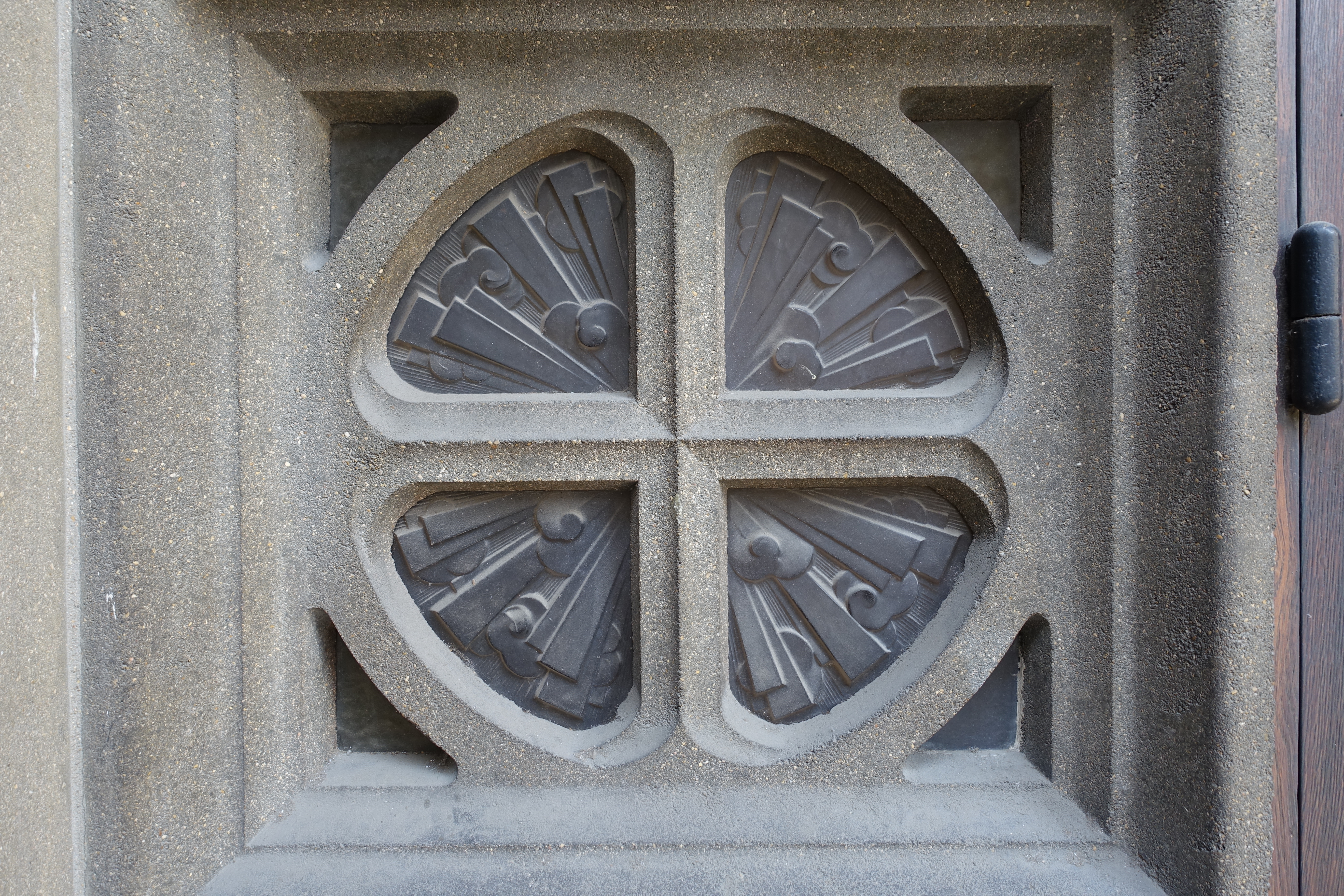
Église Saint-Christophe-de-Javel.

C'est l'édification, en 1926, de l'Église Saint-Christophe-de-Javel qui permet à Charles-Henri Besnard de faire la démonstration marquante de son nouveau système de construction. L'édifice entièrement en béton armé, est constitué d'éléments fabriqués, à partir de grands moules, montés et assemblés par l'entreprise Fourré & Rhodes. Occupant l'emplacement d'une chapelle en bois élevée en 1864 et détruite en 1920, les plans de l'église datent de 1921–1922 et le chantier de construction et de décoration s'échelonne de 1926 à 1934. 
En raison de la proximité des usines de construction automobile Citroën à Javel, l'Église est placée sous la protection du Saint-patron des voyageurs. Son fronton est orné d'une statue de saint Christophe de Lycie réalisée en béton par le sculpteur Pierre Vigoureux. Demeurée dans son état d'origine, Saint-Christophe-de-Javel, située à Paris, témoigne de l'apport inventif de Charles-Henri Besnard à la construction contemporaine. L'œuvre architecturale de Charles-Henri Besnard est plus tournée vers la technique et les considérations fonctionnelles que vers l'esthétique, tout en notant un éclectisme certain de ses réalisations en tant qu'architecte privé.

## Mécénat Besnard de Quelen
En 1980, afin d'encourager l'innovation dans la construction, Germaine Besnard de Quelen, son épouse fait un legs universel, au Conservatoire national des arts et métiers (Cnam), dont la tutelle de gestion est assurée à travers sa Fondation. Permettant d'attribuer chaque année, un Grand Prix, récompensant des innovations dans le domaine de l'art de bâtir et d'aménager, ainsi que des bourses de voyages et des bourses d'études. Entre 1980 et 2008, le legs a ainsi attribué près de 400 bourses de voyages et d'études à des étudiants français et étrangers.
Après quelques années d’inactivité, le Mécénat Besnard de Quelen prend une nouvelle appellation. Il est administré en 2012 par une nouvelle équipe, sous la présidence de Francis Guillemard, professeur du Cnam, qui a souhaité lui insuffler une dynamique nouvelle et ambitieuse, renommant le Grand Prix en « Grand Prix de l'Innovation ». À la suite des appels à candidatures lancés en 2013 et 2014 et une instruction des dossiers par un jury composé d'experts dans les domaines de l'architecture et de la construction, sept distinctions pour le Grand Prix Charles-Henri Besnard et des bourses de voyages et d'études ont été attribuées. Plus de 516000 € ont ainsi été alloués à 18 lauréats. En 2016, Michel Cantal-Dupart, architecte, urbaniste, et professeur honoraire du Cnam reprend la présidence du Grand Prix. Après à deux années d'interruption, le Grand Prix Charles-Henri Besnard est relancé, sous la présidence de Jean-Sébastien Villefort, professeur du Cnam, titulaire de la chair Construction durable. Pour l'édition 2019, le Grand Prix alloue une dotation de 50 000 €. L'édition 2025 eut lieu le 2 juin, et fut l'occasion de décerner 6 bourses de mobilités (2 500 euros chacune) et un Grand Prix (25 000 euros). 

## Réalisations
- Immeuble du 101, avenue des Champs-Élysées à Paris, 1931, avec Louis-Hippolyte Boileau[3] ;
- Église Saint-Christophe-de-Javel à Paris ;
- Chocolaterie Poulain à Blois ;
- Basilique Notre-Dame-de-la-Trinité de Blois dont il se limite à jeter les fondations (arrêt du chantier, repris par Paul Rouvière) ;
- Hôpital de Saint-Quentin ;
- Sainte-Louise-de-Marillac à Drancy. L'édifice reste longtemps inachevé, en briques rouges et coiffé d’un toit en ardoise; réalisé de 1936 à 1939 sur les plans de Charles-Henri Besnard et Bernadac.

### Restaurations
- Église Saint-Germain-d'Auxerre de Navarrenx[4], (Pyrénées-Atlantiques).
- Château du Froc-de-Launay[5] à La Chapelle-Réanville (Eure).